# Nils Renbjer
Nils August Renbjer, född 10 mars 1913 i Transval, i Skåne en del av Åhus i dåvarande Kristianstads län, död 12 juni 1998 i Trelleborg, var en skånsk telereparatör och målare som även var aktiv som lärare i konstcirklar.
Han var son till lantbrukaren Anton Andersson och hans hustru född Fritz och växte upp på föräldrarnas bondgård i Horna. Efter att som yngling ha arbetat som dräng sökte han sig till Televerket, där han efter utbildning fick arbete som reparatör i Trelleborg. Här kom hans intresse för konst att utvecklas. Renbjer studerade för Tage Hansson vid Skånska målarskolan i Malmö och under studieresor till Norge, Tyskland och Paris. Separat ställde han ut ett flertal gånger i Trelleborg och han medverkade i samlingsutställningar med Hantverksföreningen i Malmö och Malmö industriförening. Vid sidan av sitt eget skapande han var ledare för flera lokala konstcirklar inom bland annat Medborgarskolan.

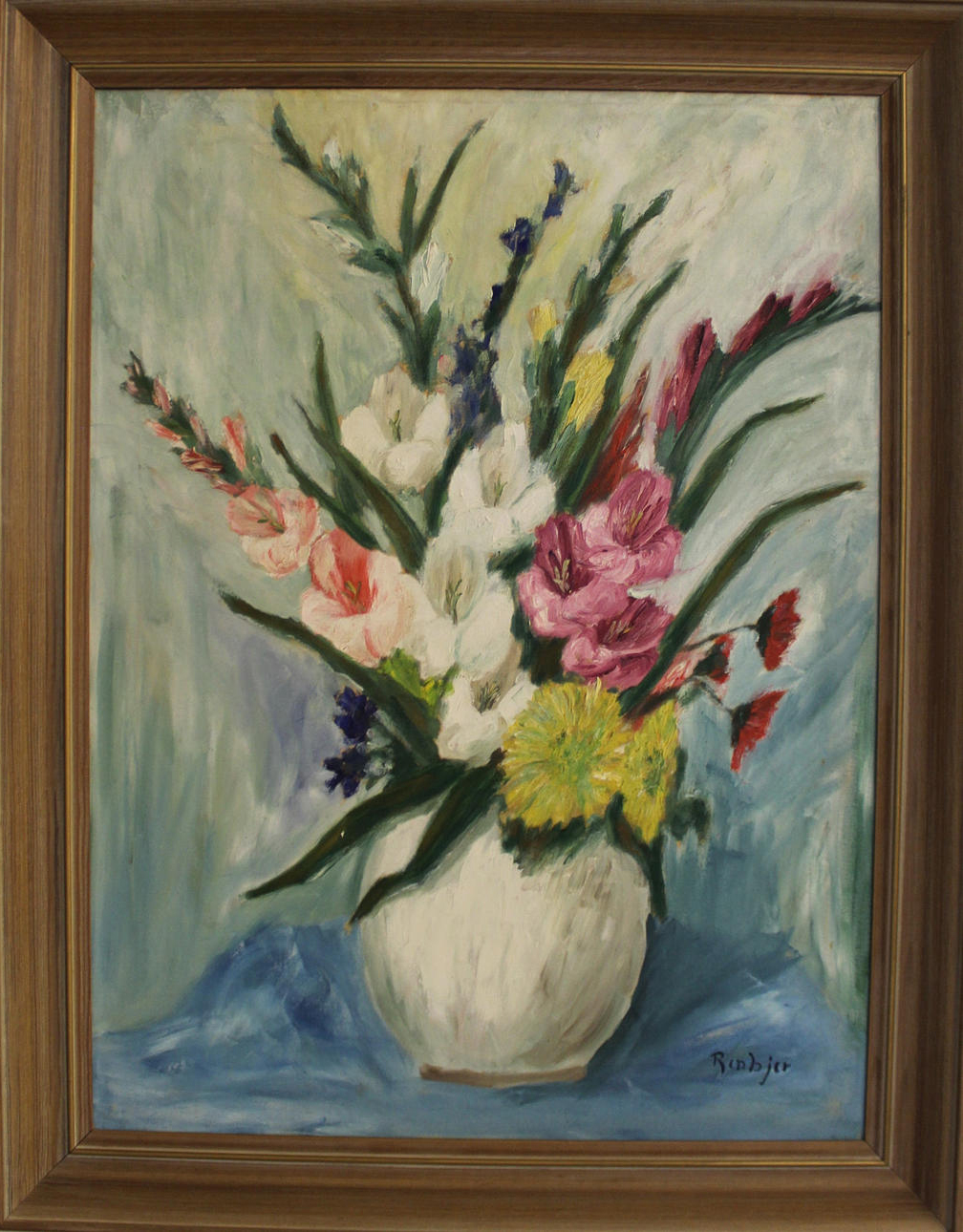
Nils Renbjer, olja på duk

Efter sin pensionering kom han och hustrun Emmy att ägna sig allt mer åt konsten. Nils Renbjer målade mycket landskap i olja men även blomstermotiv i pastell och stilleben. Emmy Renbjer vävde mönster och bildvävnader. Under somrarna tillbringade de mycket tid på sin skånegård Christineslätt i Lilla Beddinge på Söderslätt där de även hade flera utställningar. Renbjer är representerad vid Trelleborgs museum. Han är begravd på Västra kyrkogården i Trelleborg.